# Dioscorea xizangensis
Dioscorea xizangensis är en enhjärtbladig växtart som beskrevs av Chih Tsun Ting. Dioscorea xizangensis ingår i släktet Dioscorea och familjen Dioscoreaceae. Inga underarter finns listade i Catalogue of Life.